# Günter Raphael

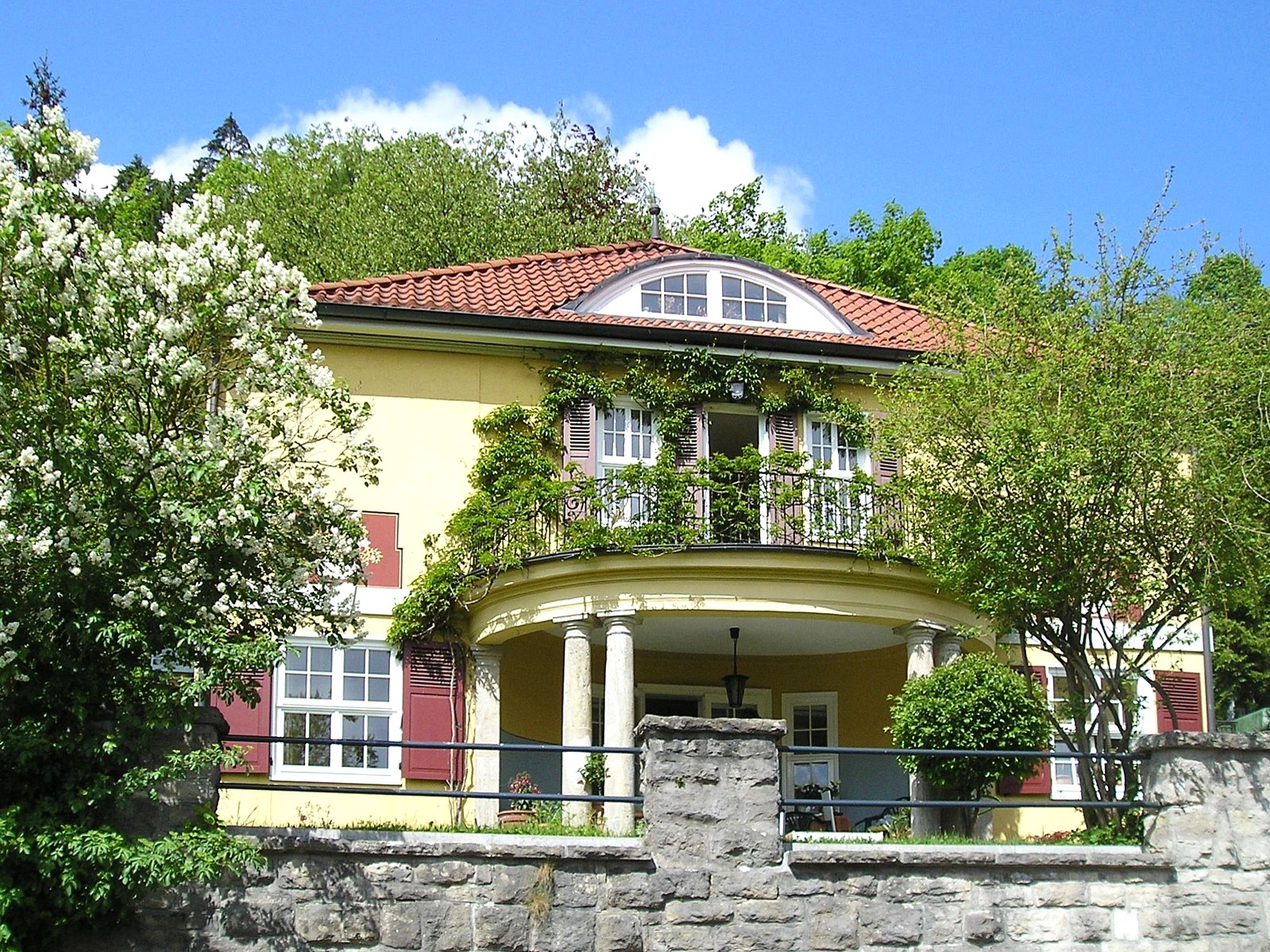
Raphaels hus i Meiningen.

Günter Raphael, född 30 april 1903 i Berlin, död 19 oktober 1960 i Herford, var en tysk kompositör, pianist och organist, som tidvis bodde och var verksam i Sverige.

## Biografi
Rafael föddes som son till en kantor, organist och violinist. Hans farfar var kompositören Albert Becker och redan vid 10 års ålder började han komponera. Åren 1922-1925 studerade han vid Berlins Musikhögskola (komposition för Robert Kahn, piano för Max Trapp, men också för Arnold Ebel, Wilhelm Fischer och Arnold Mendelssohn). 
År 1925 misslyckades han – medgav han senare humoristisk – i kapellmästarprovet, eftersom han inte kände till betydelsen av bisbigliando (viskning, en effekt i harpa). År 1926 utsågs han av dåvarande körledaren Karl Straube som lärare i kontrapunkt och musikteori vid kyrkans musikinstitut i Leipzig och hans första symfoni uruppfördes av Wilhelm Furtwängler 1926 i denna stad.
Från 1926-1934 undervisade han i Leipzig, men sjukdom och uppkomsten av fascism - han förklarades en halvt judisk - gjorde att han 1934 förlorade sin plats vid musikinstitutet. År 1949 återfick Raphael en anställning vid det kommunala konservatoriet i Duisburg som lärare i piano, teori, musikhistoria och komposition. Från 1956 fram till sin död 1960 undervisade han på Staatliche Hochschule für Musik Köln (professor från 1957), samtidigt som han också undervisade vid Peter Cornelius Konservatoriet i Mainz.
Hans kompositioner innefattar fem symfonier, konserter för fiol och för orgel, sex stråkkvartetter, många solon och duetter för stråk- och blåsinstrument med och utan piano varav flera har spelats in. Raphael har också komponerat för orgel och piano samt körverk. Han var även ansvarig för att arrangera en orkesterversion av Antonín Dvořák:s Cellokonsert i A-dur (1865) när dess piano- och celloversion upptäcktes 1918.
Raphael var också utgivare av barockpartitur för Breitkopf och Härtel, förberedde upplagor av, till exempel, flöjtsonater av Fredrik den store och verk av Vivaldi och Johann Sebastian Bach.